# Dypsis beentjei
Espèce
Statut de conservation UICN

 CR D : 
En danger critique
Dypsis beentjei est une espèce de palmiers (Arecaceae), endémique de Madagascar. En 2012 elle est considérée par l'IUCN comme une espèce en danger critique d’extinction. Alors qu'en 1995 elle était considérée comme une espèce en danger d’extinction.

## Répartition et habitat
Cette espèce endémique de Madagascar n'est présente que dans la forêt d'Antanambe entre 300 et 400 m d'altitude. Elle pousse dans la forêt tropicale humide sur une roche ultramafique (très pauvre en silice).